# Heuliez GX 427
L'Heuliez Bus GX 427 est un autobus articulé à plancher bas fabriqué et commercialisé par le constructeur français Heuliez Bus de 2007 à 2014. Les versions midibus et standard ont également été disponibles, nommés GX 127 et GX 327. Ils font tous partie de la gamme Access'Bus.
Il a été lancé avec un moteur Diesel ayant la norme européenne de pollution Euro 4 puis au fil des années a été amélioré jusqu'à la norme Euro 5.
Le GX 427 remplace le Heuliez GX 417 et a été remplacé par l'Heuliez GX 437.

## Historique
Il a été commercialisé entre 2007 et 2014 et succède au GX 417. La version Diesel est dévoilé lors des Rencontres du Transport Public à Clermont-Ferrand en novembre 2007. La version hybride est présentée au Salon européen de la mobilité en juin 2010[réf. nécessaire].

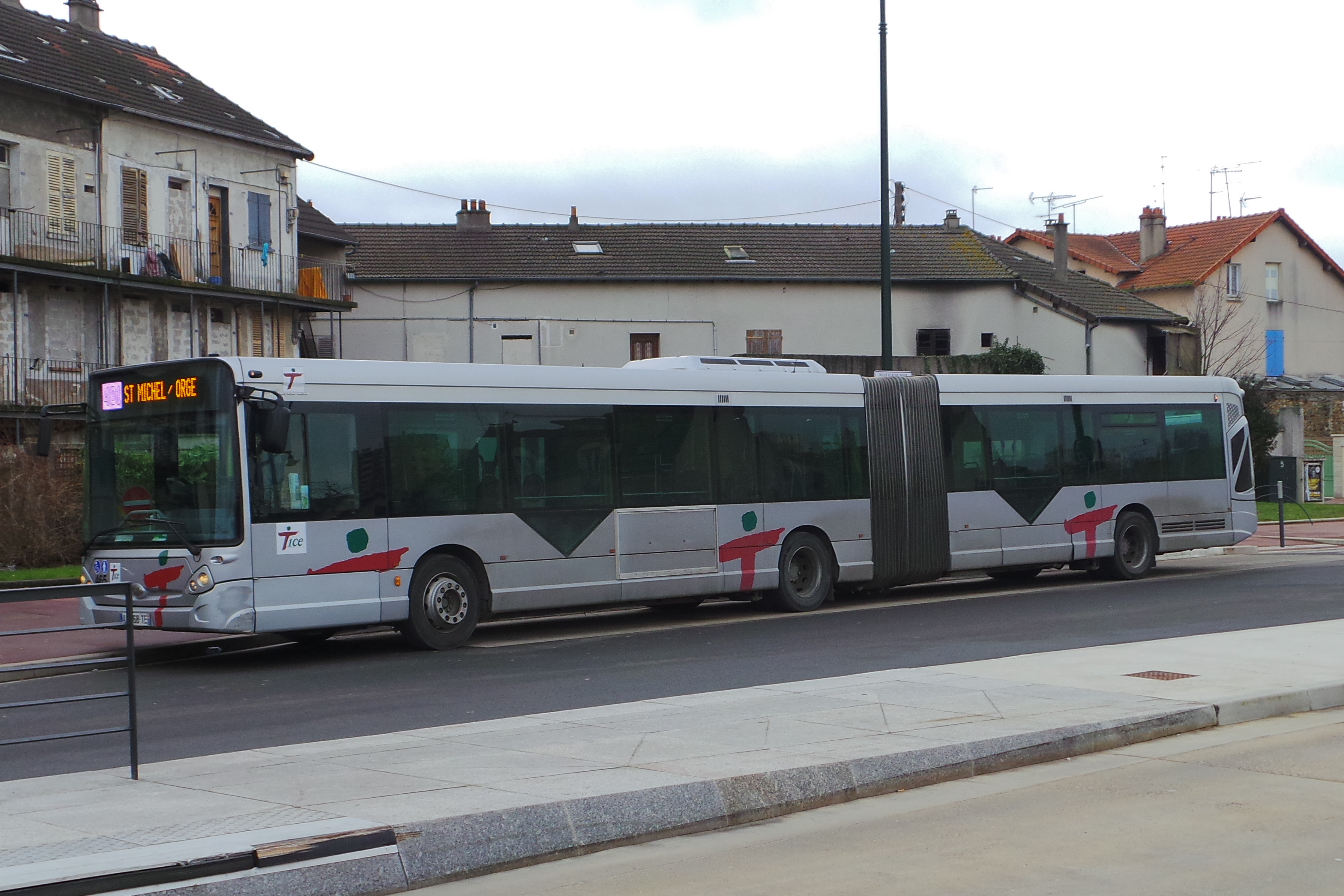
Un GX 427 de Corbeil-Essonnes.
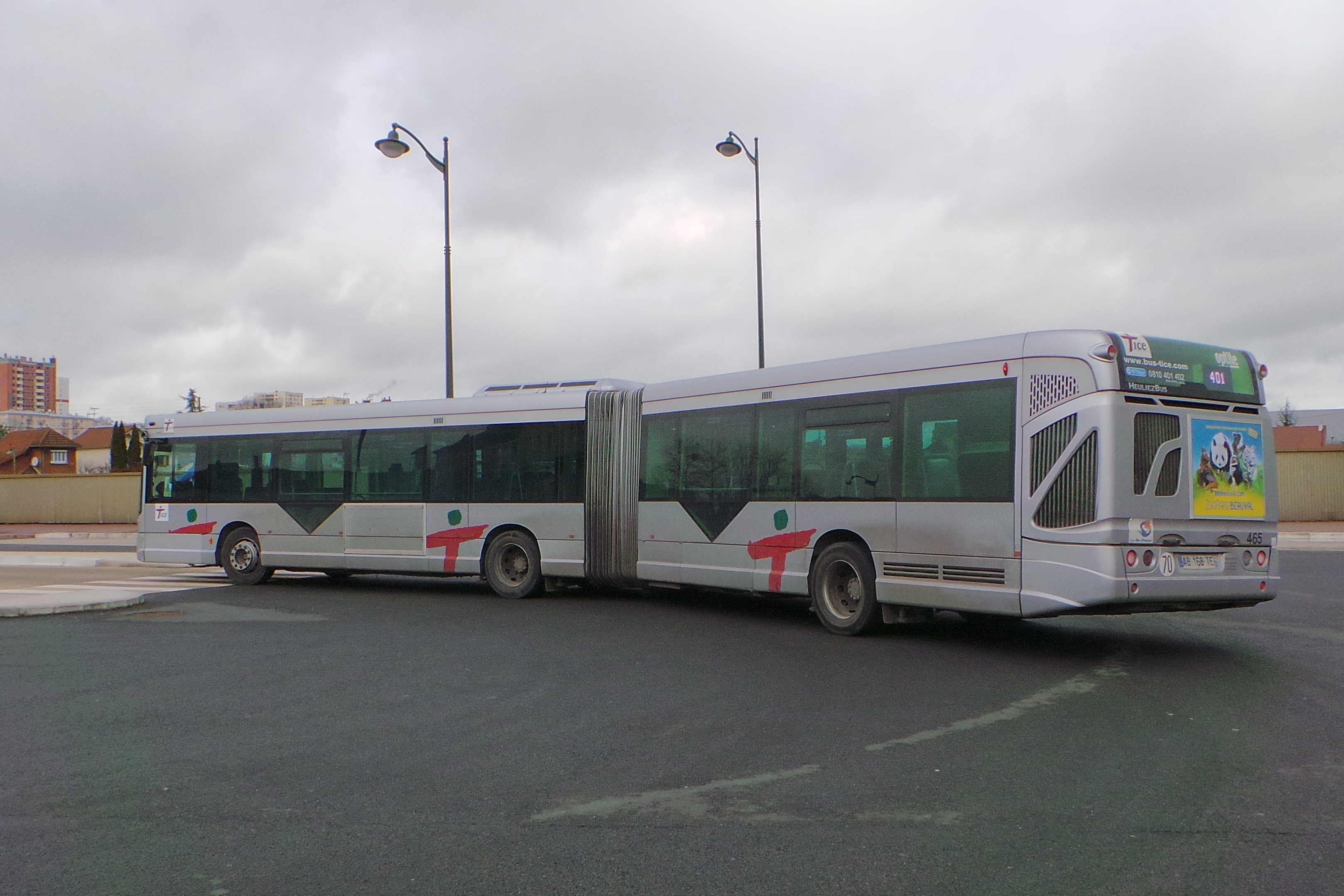
Un GX 427 de Corbeil-Essonnes.

### Résumé du GX 427
| Générations                      | Production | Dérivés de chez Heuliez Bus | Modèles similaires |
| -------------------------------- | ---------- | --------------------------- | --- |
| Heuliez Bus GX 427 (2007 - 2014) |            | GX 127 ; GX 327             | Irisbus Citelis 18 ; MAN Lion's City G ; Mercedes-Benz Citaro G C1 facelift ; Scania Omnicity G ; Solaris Urbino 18 ; Van Hool NewAG300 |

## Générations

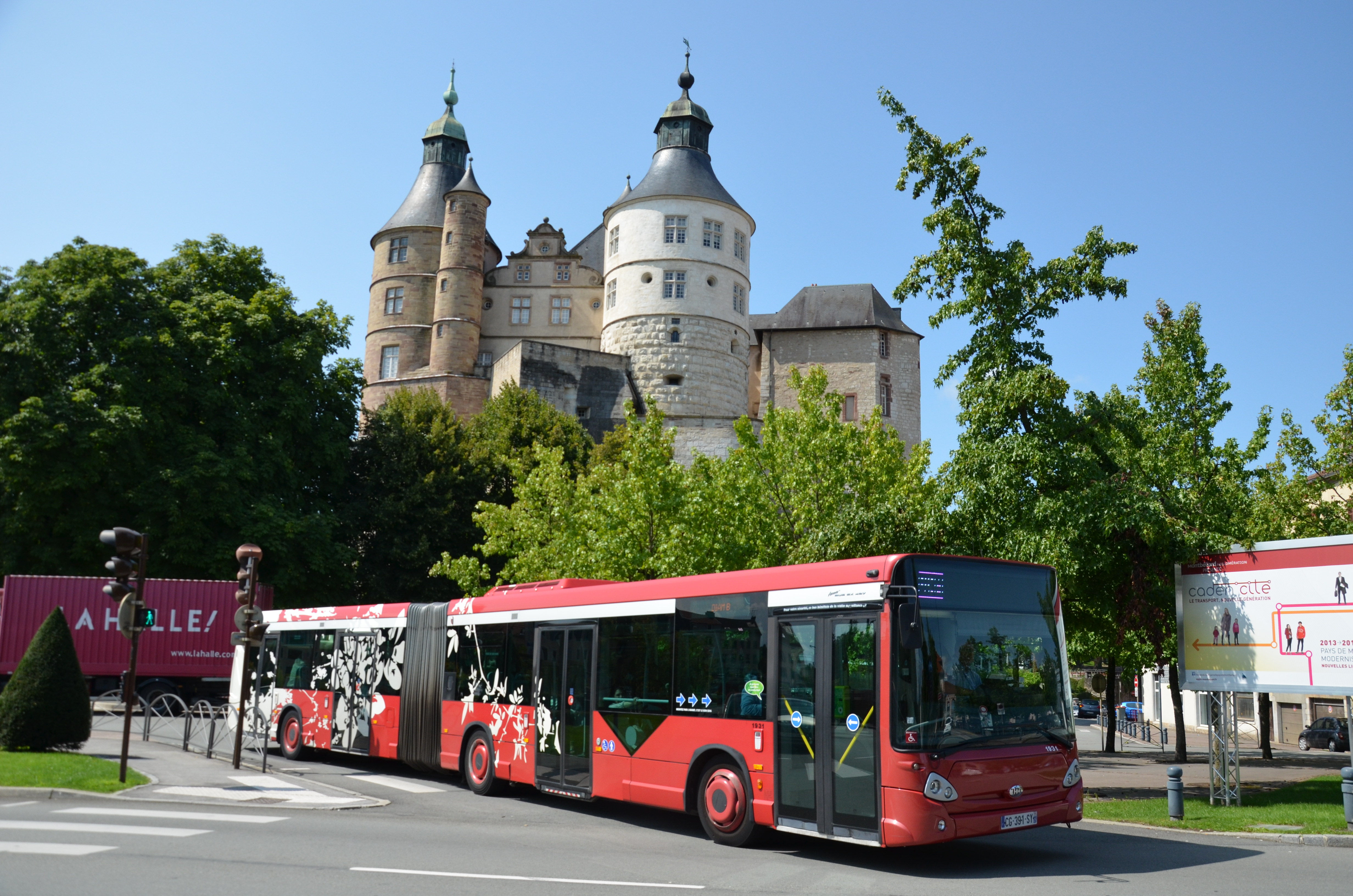
GX 427 de Montbéliard.

Le GX 427 a été produit avec deux générations de moteurs Diesel : 
- Euro 4 : construits de 2007 à 2009.
- Euro 5 : construits de 2009 à 2014.

Il a été proposé à la vente avec un moteur au GNV, nommé GX 427 GNV. On peut remarquer que le modèle GNV a une "longue bosse" sur le toit pour les bouteilles de gaz. Une version hybride a également été produite.

## Les différentes versions

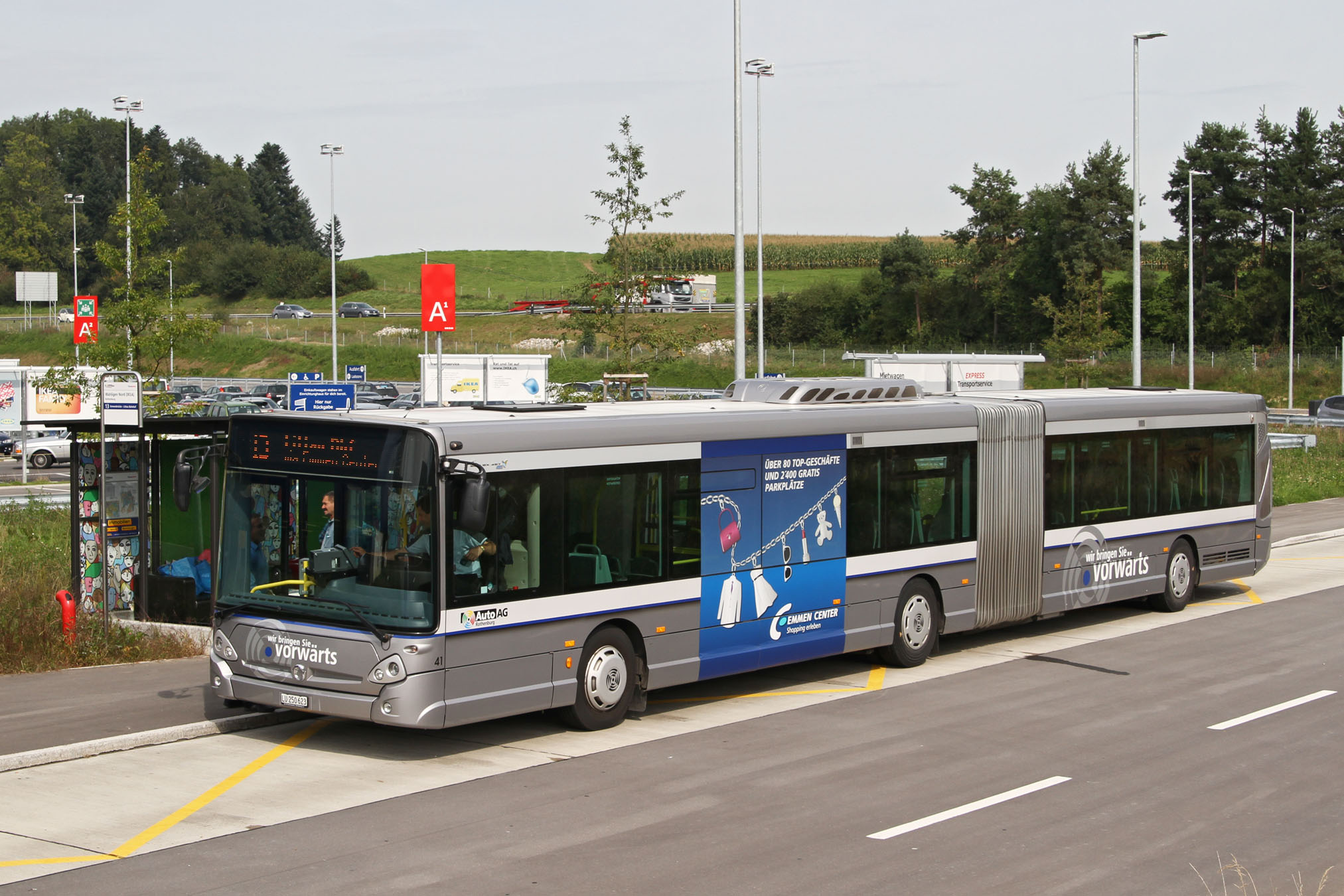
GX 427 Diesel vendu par Irisbus à Rothenburg.

- Heuliez Bus GX 427 Access'Bus : équipé d'un moteur Diesel et disponible en version trois ou quatre portes[2].
- Heuliez Bus GX 427 GNV Access'Bus : équipé d'un moteur GNV et disponible en version trois ou quatre portes[3].
- Heuliez Bus GX 427 HYB Access'Bus : équipé d'un moteur hybride et disponible en version trois ou quatre portes[4].
- Heuliez Bus GX 427 BHNS Access'Bus : cette version est le haut de gamme du GX 427. La plupart des options sont intégrées au véhicule tels que les acrotères au pavillon, les carénages de roues, le pavillon vitré Lumi'Bus, les baies triangulaires en partie basse, l'option Lampa’Bus, l'articulation translucide et l'intégration de systèmes d'information et de vidéo surveillance. Tout comme le modèle de base, il est disponible en version diesel, hybride ou GNV[2]. BHNS = Bus à Haut Niveau de Service.
- Irisbus GX 427 : version commercialisé hors France. Uniquement le nom change ainsi que le logo de la calandre.

## Caractéristiques

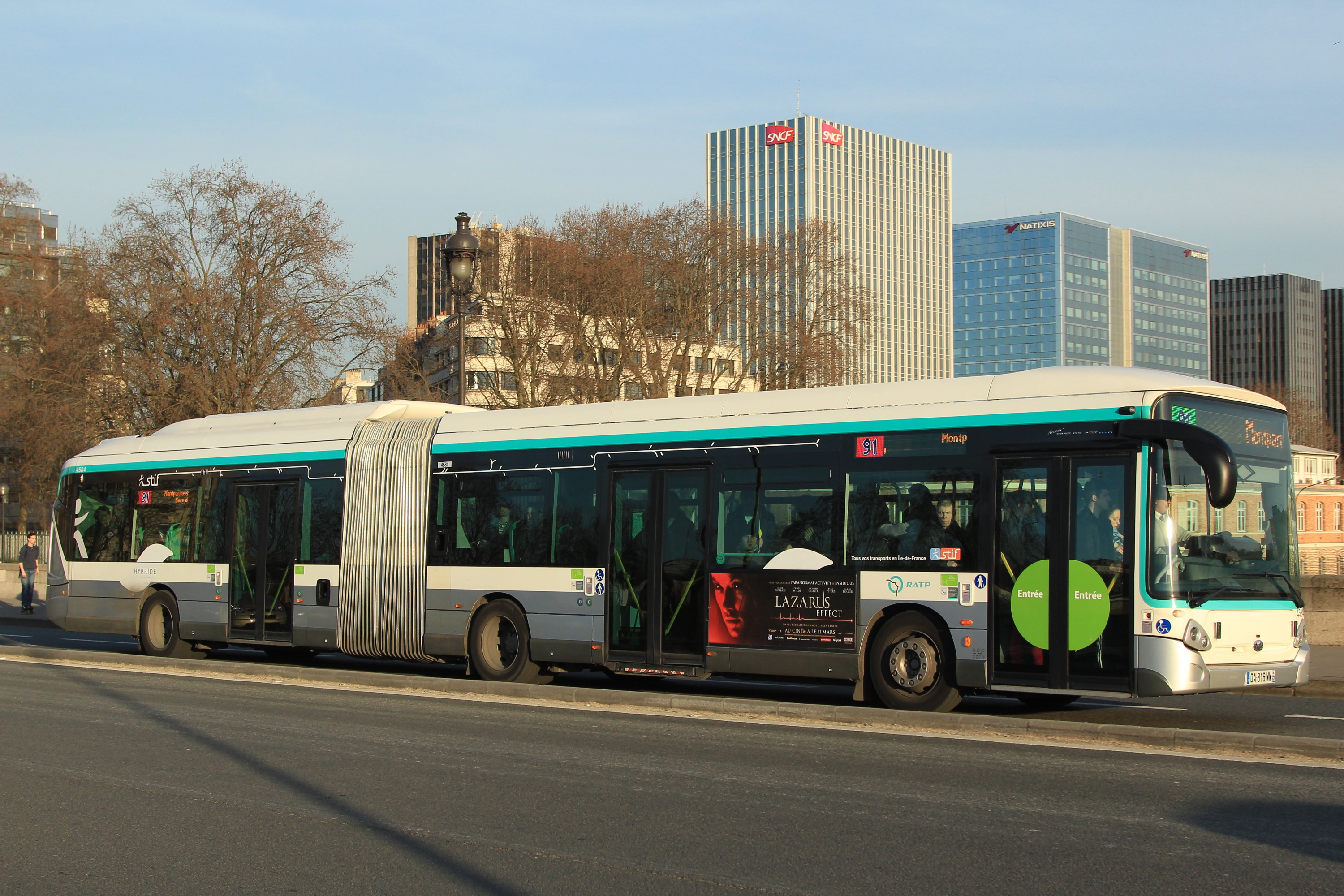
Un GX 427 hybride à Paris.

### Dimensions
|                                   | Heuliez Bus GX 427 Diesel Irisbus GX 427 Diesel | Heuliez Bus GX 427 HYB | Heuliez Bus GX 427 GNV |
| --------------------------------- | ----------------------------------------------- | ---------------------- | ---------------------- |
| Longueur                          | 17 950 mm                                       | 17 950 mm              | 17 950 mm              |
| Largeur (sans rétroviseurs)       | 2 550 mm                                        | 2 550 mm               | 2 550 mm               |
| Hauteur (sans climatisation)      | 2 880 mm                                        | 3 300 mm               | 3 232 mm               |
| Empattement                       |                                                 |                        |                        |
| Porte-à-faux                      |                                                 |                        |                        |
| Rayon de braquage                 |                                                 |                        |                        |
| Angle d’attaque / Fuite           |                                                 |                        |                        |
| Masse à vide*                     |                                                 |                        | 18 200 kg              |
| P.T.A.C.                          | 30 000 kg                                       | 30 000 kg              | 30 000 kg              |
| Capacité : assis + debout = maxi* | 180 maxi                                        | 180 maxi               | 180 maxi               |
| Portes                            | 3 ou 4                                          | 3 ou 4                 | 3 ou 4                 |
| Hauteur du plancher               | 320 mm                                          | 320 mm                 | 320 mm                 |
| Réservoir à combustible           |                                                 |                        |                        |

* = variable selon l'aménagement intérieur.

### Motorisations

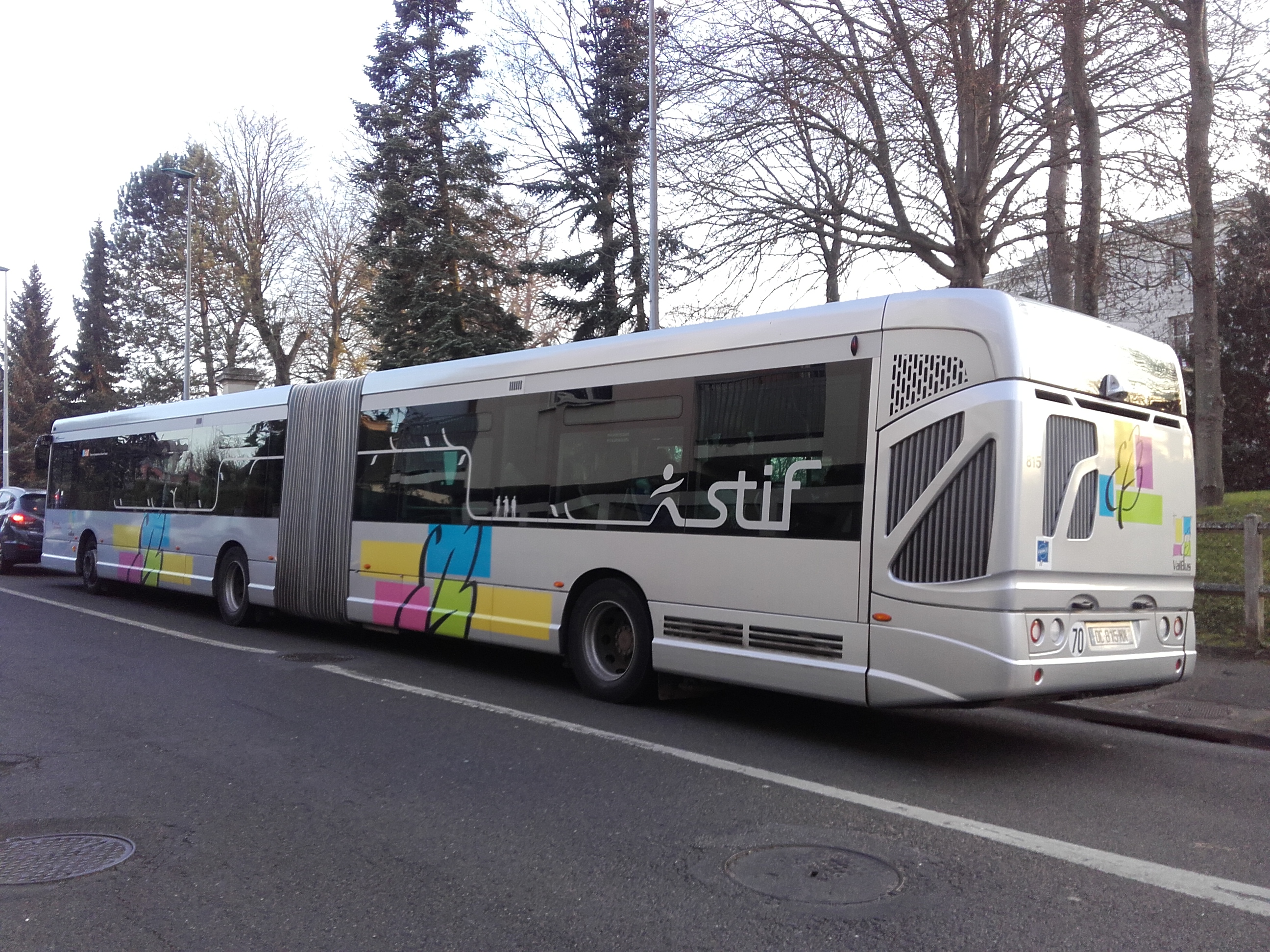
Vue arrière d'un GX 427 Diesel.

Le GX 427 a eu plusieurs motorisations au fil des années de sa production et en fonction des différentes normes européennes de pollution. Il en a eu en tout huit de disponibles dont quatre en diesel, deux au gaz et deux hybrides. Plus aucun n'est disponible car plus commercialisés.
- Du côté des moteurs Diesel :
  - l'Iveco Cursor 8 (Euro 4 puis Euro 5 - EEV) six cylindres en ligne de ? litres avec turbocompresseur développant 290 ch.
  - l'Iveco Cursor 8 (Euro 4 puis Euro 5 - EEV) six cylindres en ligne de ? litres avec turbocompresseur développant 380 ch.

- Du côté des moteurs au gaz (GNV) :
  - l'Iveco Cursor 8 CGN (Euro 4 puis Euro 5 - EEV) six cylindres en ligne de 7,8 litres avec turbocompresseur développant 330 ch.

- Du côté des moteurs Hybride Diesel :
  - l'Iveco Tector 6 Hybride (Euro 4 puis Euro 5 - EEV) six cylindres en ligne de 5,9 litres avec turbocompresseur développant 300 ch.

Ils seront tous équipés d'une boite de vitesses ZF ou VOITH à 4 ou 6 rapports.
| Modèle              | Construction | Moteur + Nom                        | Norme Euro          | Cylindrée       | Performance                    | Couple               | Vitesse maxi | Consommation + CO2    |
| GX 427 (ZF - VOITH) | 2007 - 2014  | 6 cylindres en ligne Iveco Cursor 8 | Euro 4 Euro 5 - EEV | ... cm3 (... L) | 213 kW (290 ch) à 2 500 tr/min | ... N m à ... tr/min | ... km/h     | ... l/100 km ... g/km |
| GX 427 (ZF - VOITH) | 2007 - 2014  | 6 cylindres en ligne Iveco Cursor 8 | Euro 4 Euro 5 - EEV |                 | 213 kW (290 ch) à 2 500 tr/min |                      |              |                       |

| Modèle                  | Construction | Moteur + Nom                            | Norme Euro          | Cylindrée         | Performance                    | Couple                   | Vitesse maxi | Consommation + CO2    |
| GX 427 GNV (ZF - VOITH) |              | 6 cylindres en ligne Iveco Cursor 8 CNG | Euro 4 Euro 5 - EEV | 7 800 cm3 (7,8 L) | 243 kW (330 ch) à 2 500 tr/min | 1 300 N m à 1 780 tr/min | ... km/h     | ... l/100 km ... g/km |

| Modèle                               | Construction | Moteur + Nom                                | Norme Euro   | Cylindrée         | Performance                    | Couple               | Vitesse maxi | Consommation + CO2    |
| GX 427 HYB (hybridation BAE Systems) | 2010 - 2014  | 6 cylindres en ligne Iveco Tector 6 Hybride | Euro 5 - EEV | 5 900 cm3 (5,9 L) | 220 kW (300 ch) à 2 500 tr/min | ... N m à ... tr/min | ... km/h     | ... l/100 km ... g/km |

### Châssis et carrosserie
Il est construit sur un châssis d'Irisbus Citelis 18 produit et assemblé dans l'usine d'Annonay. La carrosserie est produite dans l'usine Heuliez Bus de Rorthais.

### Options et accessoires
De nombreuses options sont disponibles : 
Options extérieures
- Feux diurne placés sur la calandre avant ;
- Ajout d'un 3e feu stop ;
- Rampe d'accès électrique pour les personnes en fauteuil roulant ;
- Seconde porte coulissante et non louvoyante ;
- Ajout d'une 4e porte.

Options intérieures

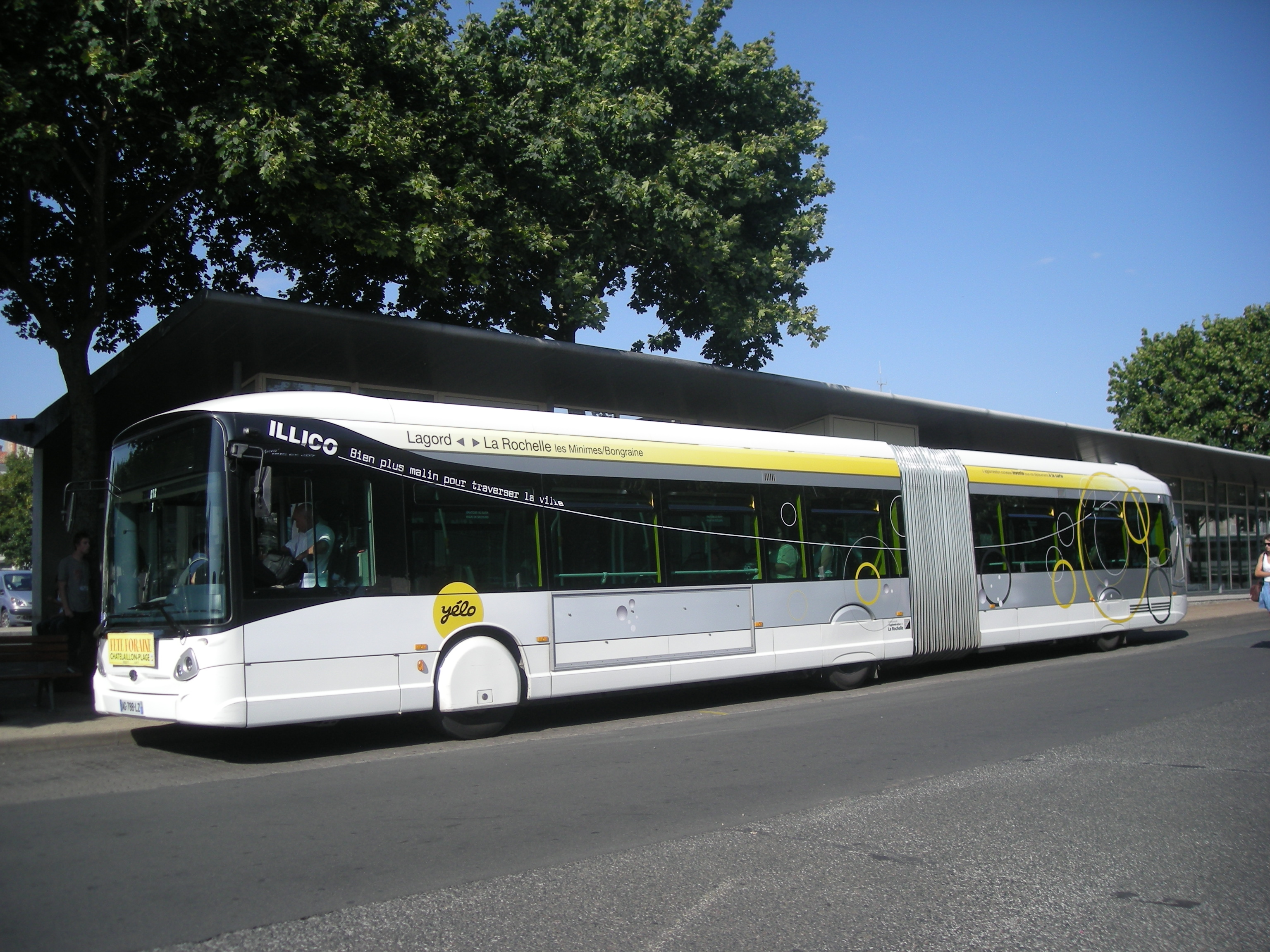
GX 427 BHNS Diesel à La Rochelle.

- Différentes implantations des sièges ;
- Différentes textures pour la sellerie ;
- Baies panoramiques en partie basse, à hauteur de l'emplacement destiné aux personnes en fauteuil roulant ;
- Pavillon vitré Lumi'bus sur la partie centrale ;
- Soufflet d’articulation translucide ;
- Éclairages d'ambiance Lampa'bus, éclairant indirectement les voussoirs ;
- Systèmes d’information et de vidéo surveillance ;
- Climatisation intégrale ou uniquement pour le conducteur.

Autres options
- Motorisation plus puissante.